# WTA-toernooi van Virginia
Het WTA-toernooi van Virginia was een tennistoernooi voor vrouwen dat van 1979 tot en met 1982 plaatsvond in twee steden in de Amerikaanse staat Virginia: Roanoke (1979–1981) en Newport News (1982).
De WTA organiseerde het toernooi, dat werd gespeeld op overdekte tapijtbanen.
Er werd door 32 deelneemsters per jaar gestreden om de titel in het enkelspel, en door 16 paren om de dubbelspeltitel. Vier van de enkelspeldeelneemsters hadden via een voorafgaand kwalificatietoernooi een plek in het hoofdtoernooi veroverd.
De Nederlandse Marcella Mesker won tweemaal de dubbelspeltitel: in 1981 met de Zwitserse Christiane Jolissaint en in 1982 met de Amerikaanse Carol Baily.

## Officiële namen
| 1979      | Avon Qualifying of Roanoke    |
| 1980–1981 | Avon Futures of Roanoke       |
| 1982      | Avon Futures of Hampton Roads |

## Finales

### Enkelspel
| Datum      | Naam                          | Cat.    | ($)    | Ondergrond     | Winnares        | Verliezend finaliste | Uitslag       | ref         |
| ---------- | ----------------------------- | ------- | ------ | -------------- | --------------- | -------------------- | ------------- | ----------- |
| 1979-02-25 | Avon Qualifying of Roanoke    | Futures | 7.500  | tapijt, binnen | Kathy Mueller   | Elise Burgin         | 3-6, 6-4, 6-2 | [ 2 ]       |
| 1980-02-18 | Avon Futures of Roanoke       | Futures | 7.500  | tapijt, binnen | Felicia Hutnick | Vicki Nelson         | 6-2, 7-5      | [ 3 ]       |
| 1981-01-25 | Avon Futures of Roanoke       | Futures | 30.000 | tapijt, binnen | Renée Richards  | Jane Stratton        | 7-5, 6-3      | [ 4 ]       |
| 1982-01-10 | Avon Futures of Hampton Roads | Futures | 40.000 | tapijt, binnen | Helena Suková   | Patricia Medrado     | 6-2, 6-7, 6-0 | [ 5 ] [ 6 ] |

### Dubbelspel
| Datum      | Naam                          | Cat.    | ($)    | Ondergrond     | Winnaressen                           | Verliezend finalistes               | Uitslag       | ref   |
| ---------- | ----------------------------- | ------- | ------ | -------------- | ------------------------------------- | ----------------------------------- | ------------- | ----- |
| 1979-02-25 | Avon Qualifying of Roanoke    | Futures | 7.500  | tapijt, binnen | Caryn Copeland Heather Ludloff        | Raquel Giscafré Jane Stratton       | 6-3, 6-3      | [ 2 ] |
| 1980-02-18 | Avon Futures of Roanoke       | Futures | 7.500  | tapijt, binnen | Rita Agassi Susan Leo                 | Betsy Blaney Mariëtte Pakker        | 6-3, 7-5      | [ 3 ] |
| 1981-01-25 | Avon Futures of Roanoke       | Futures | 30.000 | tapijt, binnen | Marcella Mesker Christiane Jolissaint | Kateřina Skronská Marcela Skuherská | 6-1, 3-6, 6-1 | [ 4 ] |
| 1982-01-10 | Avon Futures of Hampton Roads | Futures | 40.000 | tapijt, binnen | Marcella Mesker Carol Baily           | Lucia Romanov Corinne Vanier        | 6-2, 6-1      | [ 5 ] |

ITF-toernooien (mannen en vrouwen)

ATP-toernooien (mannen) – ATP-seizoen 2025

WTA-toernooien (vrouwen) – WTA-seizoen 2025

Voormalige toernooien mannen
Voormalige toernooien vrouwen
Voormalige amateurtoernooien